# Buchila
Buchila – wieś w Rumunii, w okręgu Bacău, w gminie Nicolae Bălcescu. W 2011 roku liczyła 419 mieszkańców.